# Husum
Husum (in frisone settentrionale Hüsem) è una cittadina della Germania settentrionale appartenente allo Schleswig-Holstein, capoluogo del circondario della Frisia Settentrionale.
In letteratura Husum è conosciuta come la grigia città sul mare, dalla poesia La città del poeta Theodor Storm, qui nato.

## Geografia fisica
Husum è situata sulla costa nord-occidentale dello Schleswig-Holstein, affacciata sul Mare del Nord di fronte all'isola (collegata alla terraferma da una diga) di Nordstrand. Si trova a circa 145 km a nord-ovest di Amburgo, a circa 45 km a sud-ovest di Flensburgo e dista circa 55 km dal confine con la Danimarca (la prima città danese di rilievo che si incontra è Tønder).

## Storia
Come la maggior parte delle città del Mare del Nord, Husum è sempre stata fortemente influenzata dalle tempeste. Nel 1362 una delle tempeste più disastrose, la Grote Mandrenke (inondazione di San Marcello), inondò la città e la spostò nell'entroterra del porto. Prima di questa data, Husum non era situata direttamente sulla costa.
Il nome di Husum viene menzionato per la prima volta nel 1409. Nella Carta marina è riportato nella forma frisona di Husem.
La sua prima chiesa fu costruita nel 1431. I diritti di Wisby le furono concessi nel 1582 e nel 1603 ricevette privilegi municipali da Alessandro di Schleswig-Holstein-Sonderburg. La città fu colpita nuovamente dalle inondazioni del 1634 e del 1717.
Nel 1989 fu istituita la fiera dell'energia eolica, che si sviluppò fino a diventare un evento di livello mondiale, trasformando il piccolo porto in un centro cosmopolita per una settimana.

## Monumenti e luoghi d'interesse

### Architetture civili
- Castello di Husum, costruito tra il 1577 e il 1582[3][4]

## Società

### Evoluzione demografica
Al censimento del 31 dicembre del 2008 la cittadina constava di 22 212 abitanti.

## Cultura

### Musei
- Museo della navigazione

### Media
A Husum è ambientata la serie televisiva, trasmessa in prima visione dal 1999 al 2003 sulla ZDF, Herzschlag - Das Ärzteteam Nord.

## Galleria d'immagini

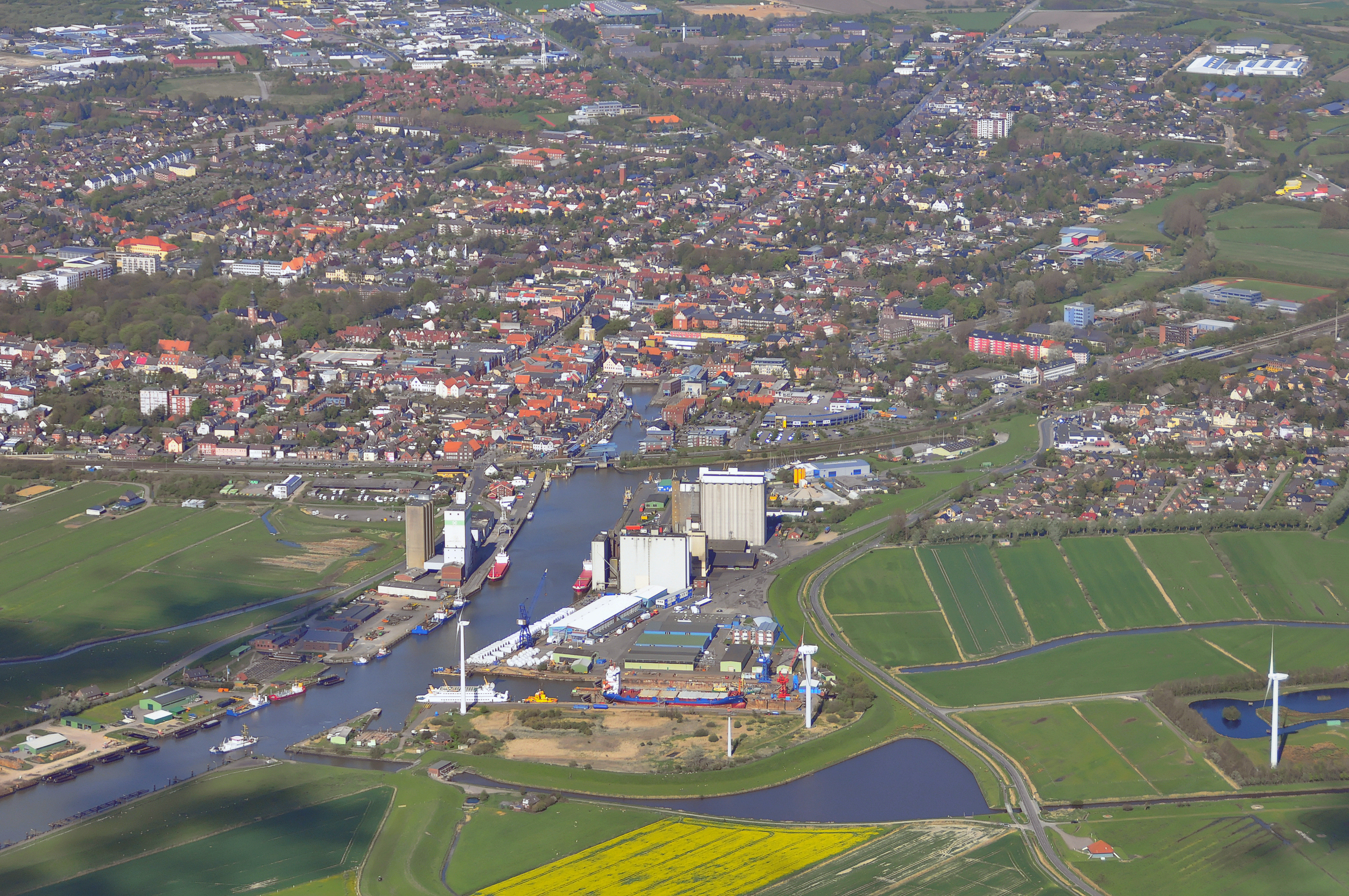
Immagine aerea da occidente.
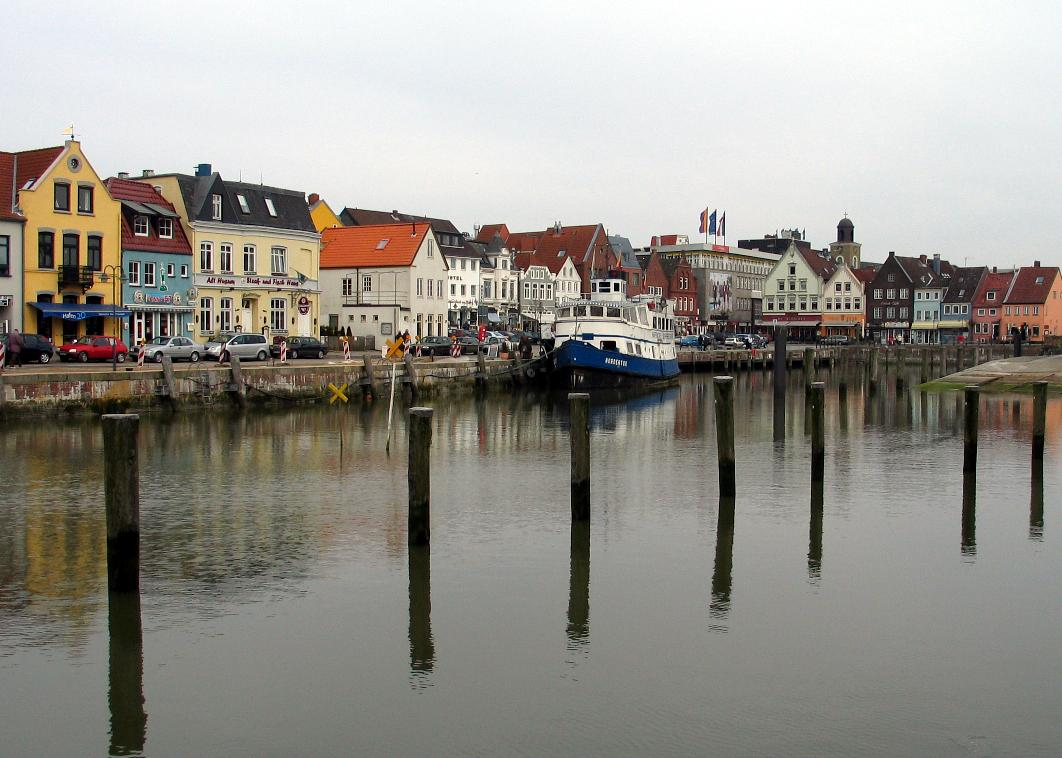
Vista della città sopra il porto interno di Husum.
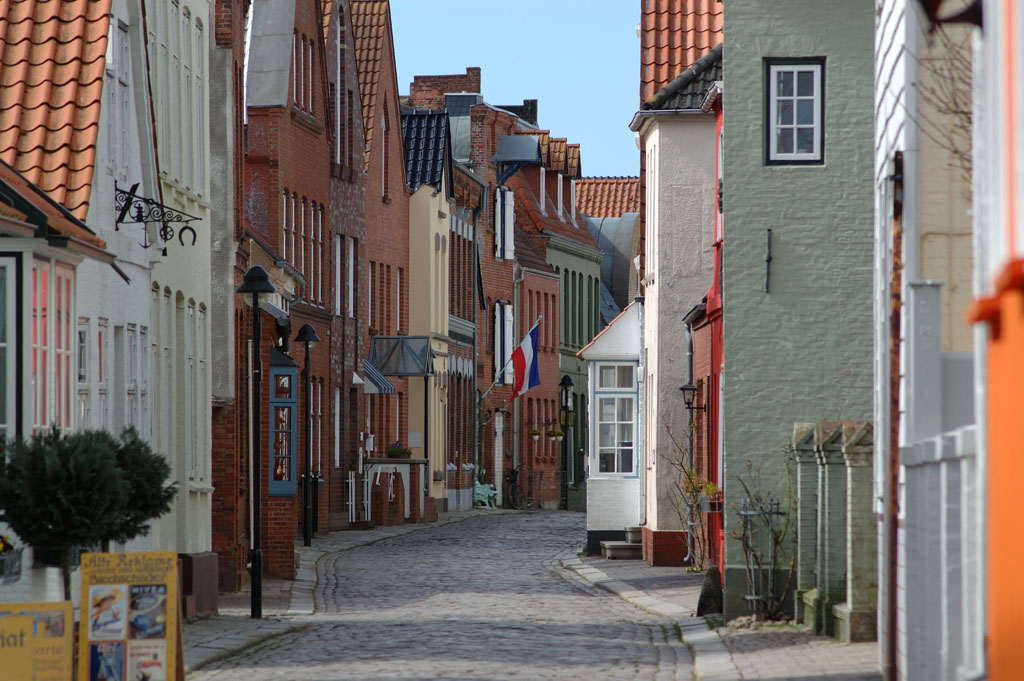
Vista sulla Wasserreihe.
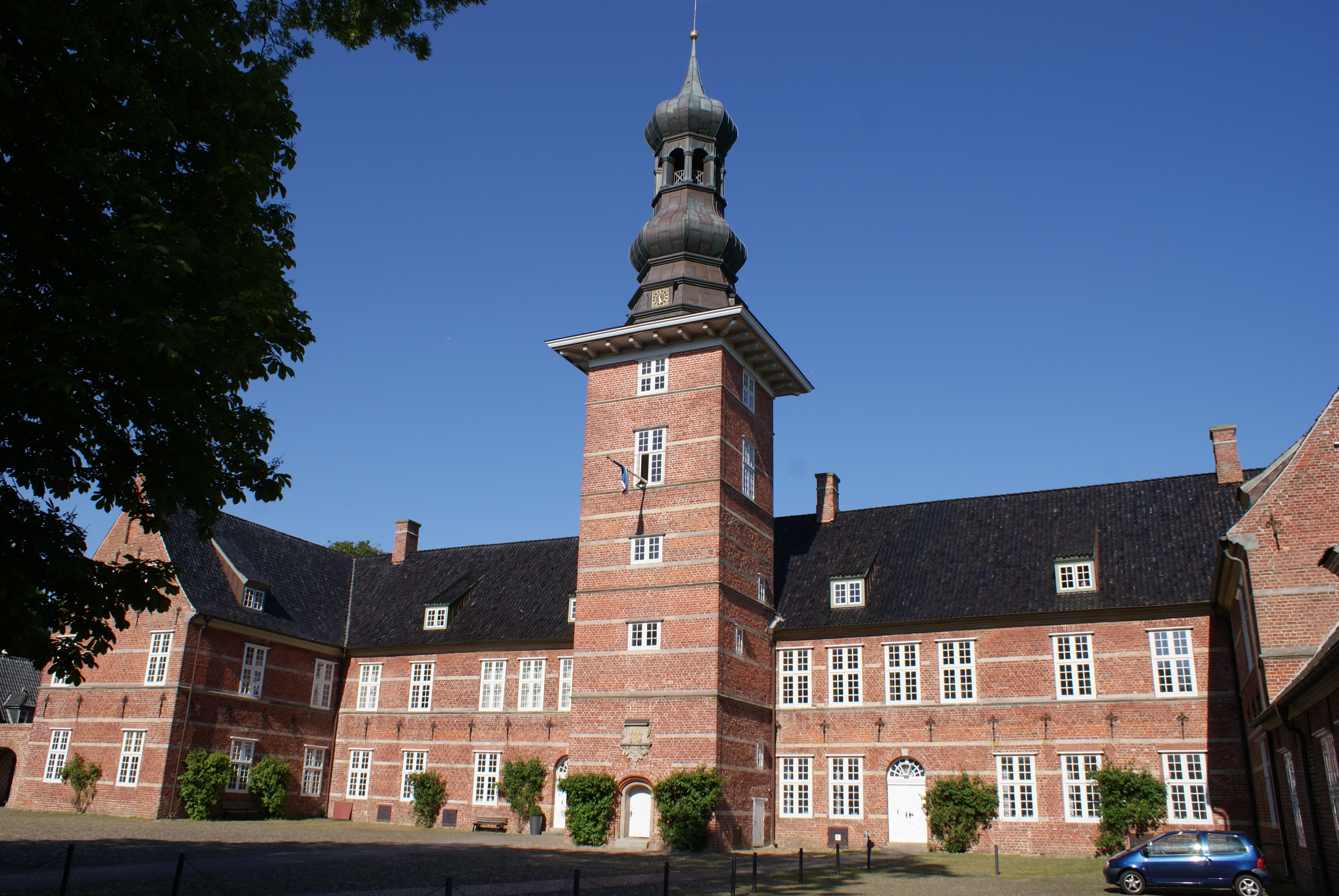
Castello di Husum.
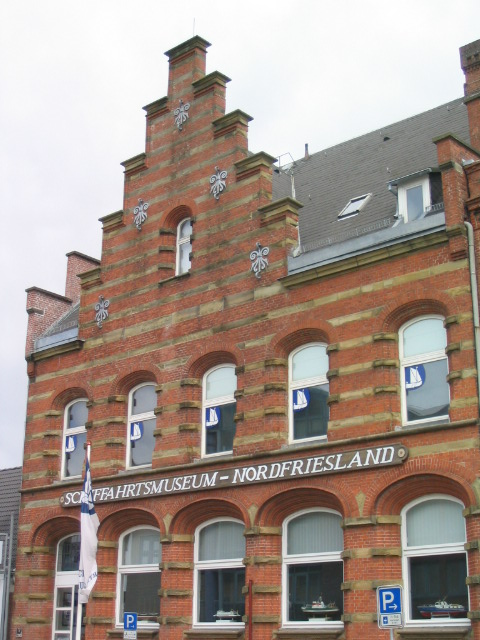
Museo della navigazione.